# 최원석 (기업인)
최원석(崔元碩, 1943년 4월 24일~2023년 10월 25일)은 대한민국의 기업인, 사회사업가, 교육자이며 동아그룹 회장을 역임했다. 충남토건(동아건설의 전신)의 창업주 최준문의 아들이다. 대전 출신으로 본관은 경주.
한양대학교 경제학과를 졸업하고 미국으로 유학, 미국 조지타운 대학교를 졸업했다. 귀국 후 동아건설 대표이사 사장을 거쳐 동아그룹 회장이 됐다. 기타 경력으로는 16년간의 대한탁구협회 회장, 대한건설협회 회장, 초대 한국기업메세나협의회 회장 등을 역임 하였으며, 현재는 공산학원(동아방송예술대학교, 동아마이스터고등학교)의 재단 이사장이다. 2013년 11월 동아방송예술대학교는 교육부로부터 세계적 수준의 전문대학(WCC, World Class College)에 선정됐으며, 예술대학으로는 국내 최초이다.
최원석 전 회장이 동아건설 회장으로 재직 시 수주한 리비아 대수로 공사는 단일 토목 공사로는 세계 최대 규모로서 기네스북에 등재되어 있고 최 전 회장은 브리태니커 세계대백과사전에 실려있다.
학교법인 공산학원 이사장을 지냈다.

## 경력
- 1971.01 - 대한통운(주) 대표이사사장
- 1972.01 - 동아건설산업(주) 대표이사사장
- 1972 - 대전문화방송 사장
- 1972 - IPI 회원
- 1976.08 - 駐韓요르단 명예총영사
- 1977.11 - 동아그룹 회장
- 1977.07 - 1980.12 대전문화방송(주) 대표이사회장
- 1979.08 - 1995.07 대한탁구협회 회장
- 1980 - 대한체육회 이사
- 1981.01 - 대한올림픽위원회 상임위원
- 1981.06 - 평화통일정책자문회의 상임위원 겸 서울중구협의회 회장
- 1981.10 - 한국청소년연맹 이사
- 1981.11 - (재단)서울올림픽대회 조직위원회 위원
- 1981.12 - (재단)백제문화개발연구원 이사장
- 1982.03 - 한국자유총연맹 이사
- 1983.02 - 1991.02 전국경제인연합회 이사
- 1983.04 - 공영토건(주) 관리인
- 1985.06 -  [現] 학교법인 공산학원 이사장(동아방송예술대학,동아마이스터고등학교)
- 1991.02 - 1999.02 전국경제인연합회 부회장
- 1991.02 - 코리아헤럴드,내외경제신문 이사
- 1991.08 - 평화통일정책자문회의 경제통상분과 위원장
- 1992.09 - 올림픽기념사업추진위원회 위원
- 1993.08 - 평화통일정책자문회의 중구협의회 고문
- 1994.03 - 한국경영자총협회 부회장
- 1994.04 - 1998.12 한국기업메세나협의회 회장
- 1995.03 - 2002년 월드컵축구대회 유치위원회 위원
- 1996.04 - 1998.05 대한건설협회 회장
- 1996.06 - 1998.06 대한건설단체총연합회 회장
- 1996.10 - 건설공제조합 운영위원회 위원장
- 1996.11 - 한양대 총동문회 제12대 회장
- 1997.02 - 대한탁구협회 명예회장
- 1997.03 - 한양대 동문장학회 이사장
- 1998.12 - 한국기업메세나협의회 명예회장
- 2017.04~ 학교법인 공산학원 이사장(동아방송예술대학교,동아마이스터고등학교)

## 수상 경력
- 국무총리 표창,1972.8
- 동탑산업훈장,1973.7
- 요르단왕국 독립훈장,1977.1
- 체육훈장 맹호장,1981.1
- 금탑산업훈장,1981.11
- 서울시 문화상(체육부문),1981.12
- 대통령 표창(6회),1983.1
- 국민훈장 동백장,1984.6
- 70억불탑(해외건설수출),1984.6
- 새마을훈장 협동장,1985.4
- 체육훈장 청룡장,1986.12
- 국민훈장 목단장(서울올림픽 유치공로),1988.2
- ITTF 공로상,1989.4
- 올림픽훈장,1989.9
- 적십자회원 유공금장,1989.10
- 한국무역학회 제8회 무역인 대상(건설수출에 기여),1997.2.13
- 토목대상(건설경영부문),대한토목학회,1998.3.30

## 가족 관계
- 조부: 최명서(崔明西)
- 조모: 이씨(李氏)
- 부: 최준문(崔竣文, 1920년 3월 10일~1985년 6월 21일)
- 모: 임춘자(任春子, 1922년 3월 5일~2010년 7월 4일)
- 전처: 김혜정(배우, 이혼, 1남 1녀)
  - 장남: 최우진(1970년 5월 11일~ )
  - 장녀: 최유정(1975년 3월 8일~ )
  - 사위: 강상엽
- 전처: 배인순(가수, 이혼, 3남) - 1975년 이후 재혼
  - 차남: 최은혁(崔殷赫, 1977년 7월 23일~2013년 7월 6일)
  - 며느리: 윤정은
  - 삼남: 최용혁(崔容赫, 1978년 8월 27일~ )
  - 며느리: 박영경
  - 사남: 최재혁(崔宰赫, 1980년 6월 16일~ )

## 기타
- 1996년 11월 97년도 화제의 인물로 선정되었다.

## 같이 보기
- 최준문